# Metastrangalis plavilstshikoviana
Metastrangalis plavilstshikoviana là một loài bọ cánh cứng trong họ Cerambycidae.